# Ludwigshafen (Rhein) Mitte
Ludwigshafen-Mitte – przystanek kolejowy S-Bahn w Ludwigshafen am Rhein, w kraju związkowym Nadrenia-Palatynat, w Niemczech. Przystanek został otwarty w 2003.